# Diego Sevilla Andrés
Diego Sevilla Andrés (València, Espanya, 1911 - ?, 1982) fou un jurista i polític falangista.

## Biografia
Estudià dret a la Universitat de València abans de doctorar-se a Madrid.
Durant la II República, fou membre de la Dreta Regional Valenciana.
Falangista, col·laborà activament amb el franquisme, sent Procurador en Corts Espanyoles (1964-1967)  i membre del Consell Nacional del Movimiento.
Fou catedràtic i director del Departament de Dret Polític de la Universitat de València.
Estigué a l'origen de la violenta campanya de premsa dirigida contra Joan Fuster arran de la publicació d'El País Valenciano el 1962.